# BSA Gold Star
La Gold Star est une moto fabriquée par BSA de 1938 à 1963. Propulsée par des monocylindres à quatre temps de 350 et 500 cm3, elle est réputée être une des plus rapides dès 1939. Construite à la main et dotée de pièces sélectionnées individuellement qui en modifient les performances, chaque unité produite quitte l'usine avec ses résultats de tests dynamométriques documentés, permettant au propriétaire de connaître la puissance de sa machine.

## Origine
En 1937, Wal Handley fit un tour du circuit de Brooklands à plus de 100 mi/h (160,9 km/h) sur une BSA Empire Star, et reçu la traditionnelle médaille Gold Star pour son exploit. Cela emmena BSA à produire la BSA Gold Star,. La première Gold Star était un modèle M24 équipée d'un moteur en alliage de 496 cm3, d'une boîte de vitesses en Electron et d'un cadre rigide constitué de tubes légers dépourvus de pattes de fixation pour side-car. Ce modèle continua d'être produit jusqu'au début de la Seconde Guerre mondiale.

## YB32 et YB34 de 1948
Après la guerre, les moteurs en alliage 348 cm3 (B32) et 499 cm3 (B32 Gold Star) furent commercialisés avec une importante liste de composants optionnels. Une fois commandée la moto était assemblée à la main et le moteur testé sur un banc. Ces blocs moteurs étaient plus légers de 20 lb (9,1 kg) que les cylindre en fonte et la culasse des séries B monocylindre comparables. Ils remportèrent de nombreuses victoires dans la catégorie 350 de 1949 à 1956. Le modèle pouvait être configuré en catégories tourer, trial, ISDT, cross, course ou Clubmans. La série YB commence à partir du début du numéro de moteur – YB correspondant à l'année 1948, et ZB 1949.

## ZB32 et ZB34 de 1949
Les 499 cm3 B34 Gold Star avait un vilebrequin modifié et un roulement principal de conception différente. Les 350 furent poursuivis. Les cadres faisant office de réservoir étaient disponibles en option. En 1950, les freins avant étaient plus grands. En 1952, la 500 reçut une nouvelle culasse conçue par Bert Hopwood, et la 350 l'année suivante.

## BB32 et BB34 de 1953
En 1953, un cadre duplex à bras oscillant fut proposé, bien que des cadres rigides et à piston soient toujours disponibles, ainsi qu’une boîte de vitesses améliorée.

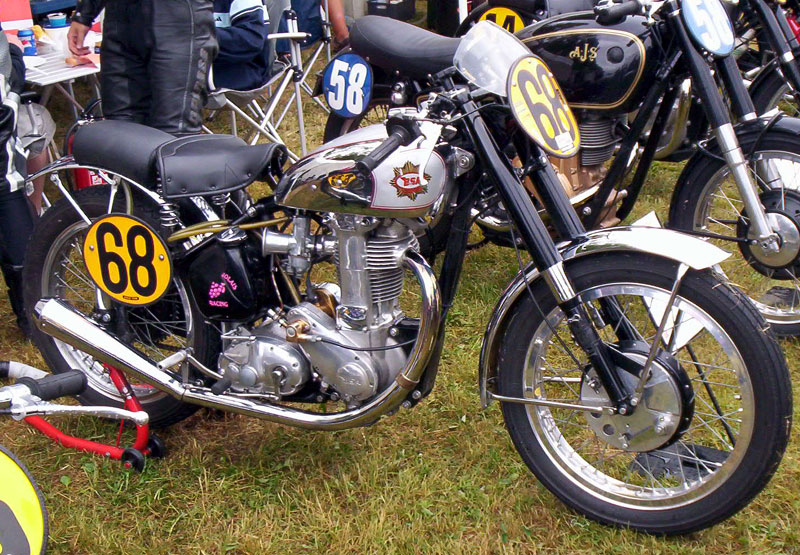
CB34 Gold Star 1949.

## CB32 et CB34 de 1954

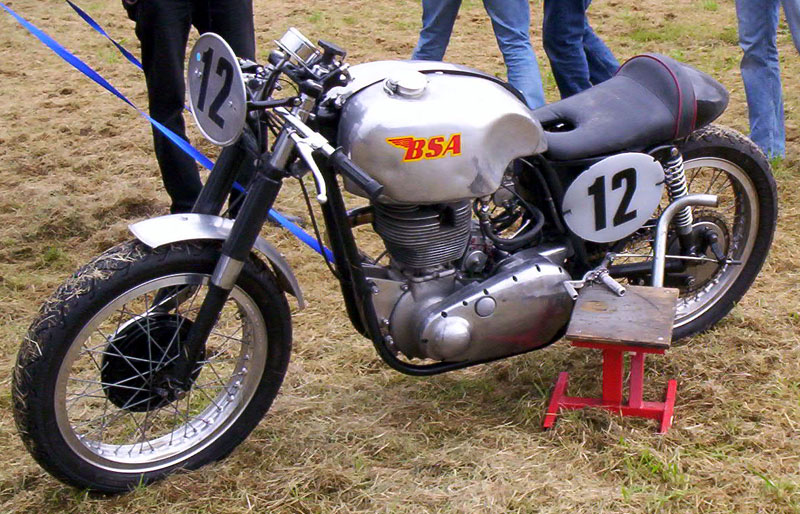
CB32 Gold Star de 1954.

Un moteur optionnel CB plus carré fut ajouté, avec un vilebrequin plus résistant, une bielle plus courte, des volants d'inertie ovales (500), une transmission améliorée et un carburateur Amal GP,.

## DB32 et DB34 de 1955
La DB Gold Star avait une lubrification dans le vilebrequin et des freins avant à ailettes. Si l’acheteur choisissait les cames et la synchronisation Clubman, il recevait également un silencieux d'échappement spécial. À la fin de 1955, les modèles BB et CB furent abandonnés. La DB32 350 cm3 a continué d’être produite jusqu'en 1962.

## DBD34 de 1956

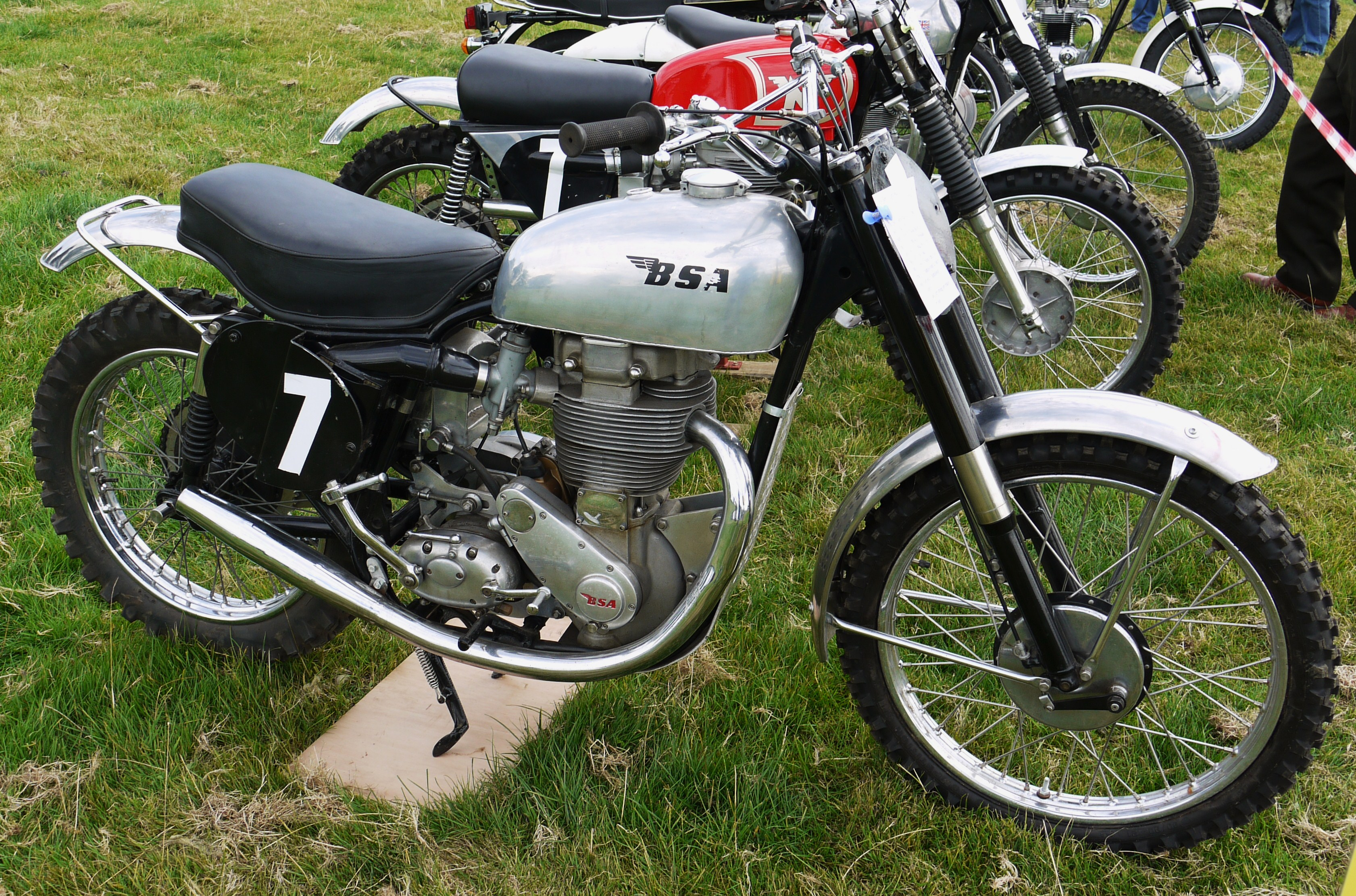
Version motocross du début des années 1960.

Les 500 cm3 DBD34 furent commercialisés en 1956, avec un guidon clipsé, un moteur en alliage à ailettes avec une nouvelle culasse, un réservoir de carburant chromé, un carburateur Amal à cloche de 38 mm (1 1/2") et un échappement en flèche. La DBD34 avait une vitesse maximale de 110 mi/h (177 km/h). La Gold Star domina le Clubman TT de l'île de Man cette année-là. Les modèles plus récents avaient une boîte de vitesses à rapport ultra-proche (RRT2), avec une première vitesse très élevée, permettant plus de 60 mi/h (96,6 km/h) avant de passer le second rapport. Parmi les options disponibles, il y avait un tachymètre et un frein avant de 190 mm sur toute la largeur qui donnait une zone de garnissage plus grande que celle du frein standard simple de 8". Une version scrambler était également proposée. La production pris fin en 1963.

## Gold Star Daytona

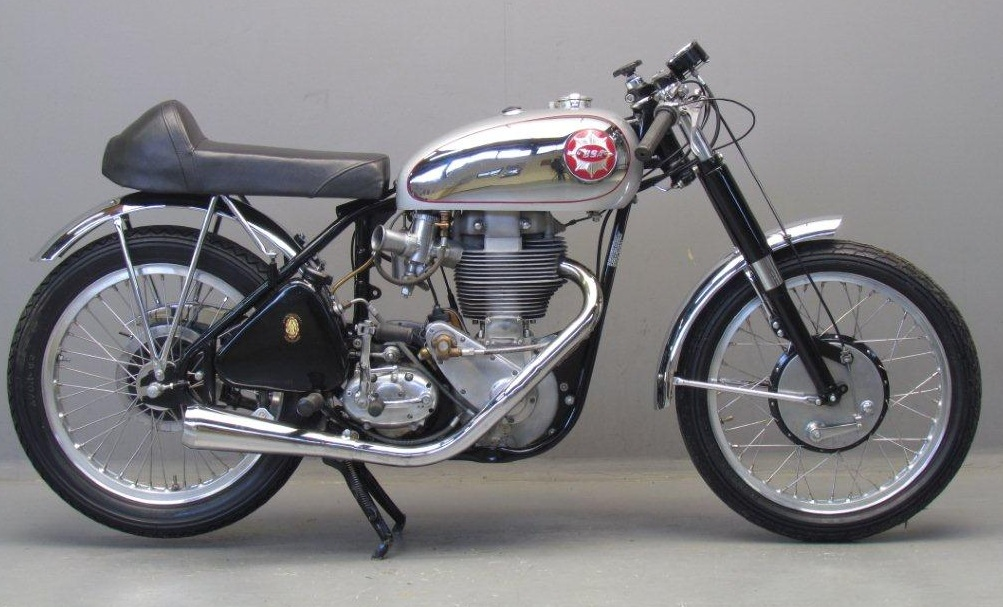
DBD34 Gold Star Daytona 1956.

En 1954, BSA voulait remporter la prestigieuse course Daytona 200. Dans les années 1950, la course se déroulait en partie sur route asphaltée et en partie sur la plage de Daytona. Une équipe prépara les Gold Star et A7 Shooting Star qui étaient engagées. La course fut remportée par une Shooting Star avec une Gold Star à la 3e place. Une réplique de la Gold Star avec les spécification de Daytona fut proposée au public. Le cahier des charges incluait un cadre rigide qui permettait d'économiser 50 lb (22,7 kg) par rapport au cadre à bras oscillant. Les modifications du moteur comprenaient une culasse de 350 cm3, présentant un meilleur angle de descente, réalésée à 500 cm3 et équipée d’une grosse soupape d’admission. Le moteur produisait 44 hp (44,6 ch). Le modèle a également été proposé les années suivantes. Une version à bras oscillant, connue sous le nom d'usine « USA Short Circuit », fut également produite en 1956 et 1957.

## Gold Star Catalina
En 1956, Chuck Minert remporta le Grand Prix de Catalina sur une Gold Star modifiée. (Le Grand Prix de Catalina était une course populaire de cent miles sur l'île de Santa Catalina au large des côtes de Los Angeles. En 1956, plus de mille motos participèrent à la course). Les modifications comprenaient un réservoir de carburant plus grand, une prise d’air sur le frein avant et une roue avant de 19".
Hap Alzina, distributeur BSA sur la côte ouest américaine, persuada l’usine de produire une réplique portant le nom de la course. La Gold Star Catalina a été fabriquée de 1959 à 1963.

## Fin de la production
Vers la fin, la Gold Star n'était offerte que sous forme de scrambler ou avec les accessoires Clubman. En 1963, Lucas cessa de produire la magnéto utilisée dans la série B et cette série de monocylindres s’arrêta. La disparition de la magnéto Lucas est l'une des raisons principales pour lesquelles BSA et Triumph ont reconfiguré leurs twins parallèles de construction pré-unit en moteurs avec boîtes de vitesses intégrées, convertissant simultanément l'allumage par magnéto pour un système à batterie et bobine. La Gold Star n’a pas été prise en compte pour la progression vers la construction unit, mais le BSA C15 250 cm3 fut transformé (via le B40) en B50 de 500 cm3. Bien que le B50 n’ait jamais obtenu les résultats du DBD34, un B50 de Mead & Tomkinson racing détint le record du tour de sa catégorie au TT en catégorie Production, tout en obtenant des résultats aux courses d’endurance des 24 Heures du Mans, du Bol d'or et sur le circuit de Montjuïc à Barcelone. Clews Competition Machines a utilisé les parties inférieures d'une BSA B50 pour leurs premières motos spéciales,.

## Victoires au Tourist Trophy de l’Île de Man
Les BSA Gold Star ont remporté les courses du Tourist Trophy de l'île de Man suivantes : 
| Année | Course             | Vainqueur       | Tours | Temps             | Vitesse                 |
| ----- | ------------------ | --------------- | ----- | ----------------- | ----------------------- |
| 1949  | Clubmans Junior TT | Harold Clark    |       | 1 h 30 min 21 s 6 | 75,18 mi/h (121 km/h)   |
| 1950  | Clubmans Junior TT | B.A. Jackson    |       | 2 h 01 min 58 s 2 | 74,25 mi/h (119,5 km/h) |
| 1951  | Clubmans Junior TT | Brian Purslow   |       | 2 h 00 min 10 s 0 | 75,36 mi/h (121,3 km/h) |
| 1952  | Clubmans Junior TT | Eric Houseley   | 4     | 1 h 54 min 45 s 2 | 78,92 mi/h (127 km/h)   |
| 1953  | Clubmans Junior TT | Derek T. Powell | 4     | 1 h 52 min 57 s 8 | 80,17 mi/h (129 km/h)   |
| 1954  | Clubmans Senior TT | Alistair King   | 4     | 1 h 45 min 36 s 0 | 85,76 mi/h (138 km/h)   |
| 1954  | Clubmans Junior TT | Phillip Palmer  | 4     | 1 h 50 min 39 s 4 | 81,83 mi/h (131,7 km/h) |
| 1955  | Clubmans Senior TT | Eddie Dow       | 9     | 1 h 22 min 23 s 0 | 70,73 mi/h (113,8 km/h) |
| 1955  | Clubmans Junior TT | Jimmy Buchan    | 9     | 1 h 25 min 24 s 0 | 68,23 mi/h (109,8 km/h) |
| 1956  | Clubmans Senior TT | Bernard Codd    | 3     | 1 h 18 min 40 s 6 | 86,33 mi/h (138,9 km/h) |
| 1956  | Clubmans Junior TT | Bernard Codd    | 3     | 1 h 22 min 48 s 4 | 82,02 mi/h (132 km/h)   |